# خصخصة المياه

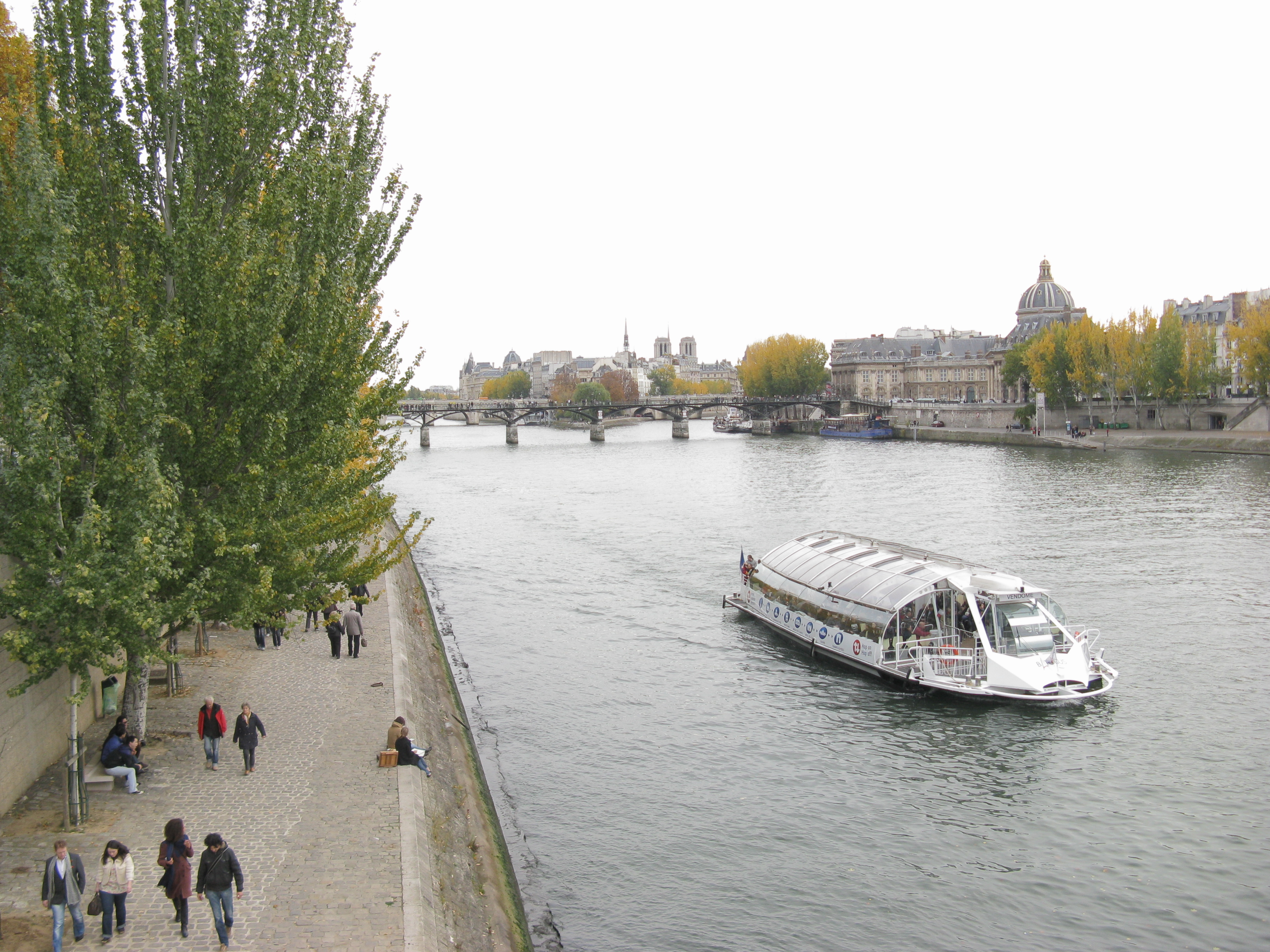
خصخصة المياه: تحديات إدارة الموارد الطبيعية في المدن الكبرى مثل باريس

تُعد خصخصة المياه مقصّرة بالنسبة لمشاركة القطاع الخاص في توفير خدمات المياه والصرف الصحي. لخصخصة المياه تاريخ متغير تقلبت فيه شعبيتها وفضلها في السوق والسياسة. إن أحد الأشكال الشائعة للخصخصة هو الشراكة بين القطاعين العام والخاص.  تسمح الشراكات بين القطاعين العام والخاص بالخلط بين الملكية العامة والخاصة وكذلك إدارة مصادر المياه والصرف الصحي والبنية التحتية. قد لا تزيد الخصخصة، مثلما يجادل المؤيدون، الكفاءة وجَودة الخدمة فقط، بل تزيد أيضاً من الفوائد المالية. وهناك أشكال مختلفة من اللوائح المعمول بها لأنظمة الخصخصة الحالية.
يُعد اشتراك القطاع الخاص في إمدادات المياه والصرف الصحي أمراً مثيراً للجدل، وذلك لقول مؤيدي القطاع الخاص إنها أدت إلى تحسينات في كفاءة وجودة خدمات المرافق. ويُقال إنها زادت الاستثمار وساهمت في توسيع نطاق الوصول. وقد استشهدوا بمانيلا وغواياكيل في الإكوادور وبوخارست والعديد من المدن في كولومبيا والمغرب، بالإضافة إلى كوت ديفوار والسنغال بإعتبارها قصص نجاح.  مع ذلك، يجادل النقاد بأن مشاركة القطاع الخاص أدت إلى زيادة الرسوم الجمركية، وأن أنظمة المياه المخصخصة لا تتوافق مع ضمان حق الإنسان الدولي في المياه، مع الاعتقاد بأن المياه العامة لن تكون عامة. وسُلط الضوء على عمليات الخصخصة التي أجُهضت في كوتشابامبا وبوليفيا وبتنزانيا، وكذلك أنظمة المياه المُدارة بشكل خاص في جاكرتا وبرلين، على أنها حالات فشل. في عام 2019، حظرت النمسا خصخصة توفير المياه من خلال دستورها.  واستُشهد بخصخصة المياه في بوينس آيرس والأرجنتين وإنجلترا من قبل كل من المؤيدين والمعارضين، حيث أن كلًا منهم ركزَ على جوانبِ مختلفة من هذه الحالات.
تُثير الأرقام التي تحدد إمكانية الوصول إلى المياه من القطاع الخاص الجدل أيضاً حول مصادر المياه الخاصة حيث تزعم أحد المصادر أن 909 مليون شخص قد خُدموا من قبل <جهات خاصة> في عام 2011 على مستوى العالم، وفي عام 2007 كذلك ارتفاعاً عن 681 مليون شخص. يشمل هذا الرقم الأشخاص الذين تخدمهم الشركات المملوكة للقطاع العام والتي قامت فقط بتمويل وبناء وتشغيل جزء من ممتلكاتها، مثل محطات معالجة المياه أو مياه الصرف الصحي إلى القطاع الخاص. قدر البنك الدولي أن عدد سكان المدن الذين يخدمهم مشغلو المياه من القطاع الخاص في البلدان النامية أقل بكثير وقد بلغ 170 مليون في عام 2007. من بينهم نحو 15 مليون شخص فقط، جميعهم يعيشون في تشيلي، وتتم خدمتهم من قبل المرافق المملوكة للقطاع الخاص. تخدم الشركات المُدارة الخاصة والمملوكة للقطاع العام الباقي بموجب عقود الامتياز والإيجار والإدارة.

## تاريخ
كانت مرافق المياه المملوكة للقطاع الخاص شائعة في أوروبا والولايات المتحدة وأمريكا اللاتينية، ومن ثم في منتصف وأواخر القرن التاسع عشر تلاشت أهميتها تدريجياً حتى أوائل القرن العشرين إذ أثبتت أنها غير قادرة على توسيع الوصول وأصبحت المرافق المملوكة ملكية عامة أقوى. جاء الفجر العالمي الثاني لمرافق المياه الخاصة في أوائل التسعينيات في أعقاب خصخصة تاتشر في إنجلترا وويلز، وسقوط الشيوعية والتركيز العالمي الذي أعقب ذلك على سياسات السوق الحرة. لعب البنك الدولي وصندوق النقد الدولي دوراً هاماً من خلال شروط إقراضهما في هذه العملية.
يعود ظهور أولى شركات المياه الخاصة في إنجلترا وويلز إلى القرن السابع عشر. في عام 1820، عملت ست شركات مياه خاصة في لندن. وعلى الرغم من ذلك، انخفضت الحصة السوقية لشركات المياه الخاصة في لندن من 40٪ في عام 1860 إلى 10٪ في عام 1900. في الثمانينيات كانت حصتهم في جميع أنحاء إنجلترا وويلز حوالي 25 ٪. انقلب المد تماماً في عام 1989 عندما قامت حكومة مارجريت تاتشرالمحافظة بخصخصة جميع شركات المياه والصرف الصحي العامة في إنجلترا وويلز. بينما في إسكتلندا، قامت الحكومات المحلية المُسيطر عليها من قبل حزب العمال بإبقاء شبكات المياه في أيدي الجمهور. في غضون ذلك، لطالما تميز قطاع المياه في فرنسا بالتعايش بين الإدارة العامة والخاصة، حيث تتقلب حصص كل منهما بمرور الوقت.
في أواخر القرن التاسع عشر، لم تُجدد أي امتيـازات خاصة من قِبل الحكومات البلدية [غير الراضـية عن التعريفات المرتفعة وتوسع شبكات الأحياء الفقيرة]، وأنشأت بدلاً من ذلك مرافق مملوكة للبلديات. وانخـفضت حصة مشغلي المياه من القطاع الخاص إلى 17 ٪ في عام 1936. وزادت حصة القطاع الخاص تدريجياً إلى 32٪ عام 1954، و50٪ عام 1975، و80٪ عام 2000 باسـتخدام نموذج جديد. بدلاً من عقود الامتياز، الذي أعطى المسؤولية للاستثمارات المالية إلى شركة خاصة، جعلت عقود الإيجار الجديدة [المشغل الخاص] مسؤولة فقط عن التشغيل والصيانة، في حين أصبحت الاستثمارات الرئيسية من مسؤولية البلديات.

## أشكال الخصخصة
بشكل عام، هناك نوعان من مشاركة القطاع الخاص في إمدادات المياه والصرف الصحي. في الخصخصة الكاملة، يجري بيع الممتلكات بشكل دائم إلى مستثمر خاص. في الشراكة بين القطاعين العام والخاص، تبقى ملكية الممتلكات عامة ويتم تفويض وظائف معينة فقط لشركة خاصة لفترة محددة. تعد الخصخصة الكاملة لإمدادات المياه والصرف الصحي استثناءً اليوم، حيث تقتصر على إنجلترا وتشيلي وبعض المدن في الولايات المتحدة. وتعد الشراكة بين القطاعين العام والخاص (PPPs) الشكل الأكثر شيوعًا لمشاركة القطاع الخاص في إمدادات المياه والصرف الصحي اليوم.

## الدوافع
تختلف دوافع خصخصة المياه من حالة إلى أخرى، وغالباً ما تحدد طريقة الخصخصة التي يجري اختيارها، حيث تُستخدم عقود الإدارة والتأجير لزيادة الكفاءة وتحسين جودة الخدمة بينما تهدف مبيعات الممتلكات والامتيازات في المقام الأول إلى تقليل العبء المالي أو إلى توسيع الوصول. تلعب الدوافع الأيديولوجية والتأثيرات الخارجية دوراً أيضاً، حيث تفضل أيديولوجية السوق الليبرالية الخصخصة، وتعارض الأيديولوجيات اليسارية الميول، ووقع كل من المحافظين والوسطيين، غالباً على أساس الاعتبارات المحلية والتجارية. وعادة ما يُجمع بين الدوافع المذكورة آنفاً.

## زيادة الكفاءة وتحسين جودة الخدمة
ينظر البعض إلى خصخصة المياه على أنها حل لتحسين أنظمة مرافق المياه العامة التي تُدار بشكلٍ سيئ. يمكن أن تشمل أعراض الإدارة السيئة إنخفاض فاتورة المياه، وفقدان كميات كبيرة من المياه (المعروفة باسم المياه غير المدرة للدخل)، وإمدادات المياه المتقطعة، والتي تستمر أحياناً لِبضع ساعات فقط في اليوم أو بُضعة أيام في الأسبوع. وفي الجزائر والمملكة العربية السعودية وكولومبيا وكوبا كانت زيادة الكفاءة وتحسين جودة الخدمة الدوافع الرئيسية لخصخصة المياه. في مثل هذه الحالات، تستند حجة خصخصة المياه إلى الإعتقاد بأنه من خلال إعتماد نهج قائم على السوق لإدارة المياه، سيتم تحفيز مقدم الخدمة من خلال الربح لزيادة الكفاءة وتحسين جودة الخدمة. يجادل بعض النقاد بأن هذا الاعتقاد مضلل، لأن قطاع مرافق المياه عادةً ما تحتكره شركة خاصة واحدة. يزعمون أن هذا يتعارض مع العديد من المزايا المرتبطة باقتصاد السوق لأنه بدون المنافسة بين العديد من شركات خدمات المياه، لا يوجد شيء لخفض الأسعار ورفع مستويات الكفاءة.